# Frauenfußball in Nigeria
Frauenfußball wurde in Nigeria nach jetzigem Kenntnisstand erstmals 1937 erwähnt. Bis 1950 entstanden mehrere Teams; es fanden Spiele zwischen Frauen und Männern, sowie Frauenteams statt. 1950 zwangen die Briten die Nationals Football Association zum Verbot von Frauenfußball. Mit dem Ende der Kolonialherrschaft war auch das Verbot beendet. Das erste Spiel der Nationalteams war 1991.

## Geschichte
Die Geschichte des Frauenfußballs in Nigeria lässt sich in 4 Phasen einteilen: Anfänge, Verbot, Unabhängiger Neuanfang und Organisation in der National Football Association.

### Anfänge (1937–1950)
Die ersten bisher gefundenen Berichte über Frauenfußball in Nigeria stammen aus dem Jahr 1937. Sie handeln von sogenannten "Wohltätigkeitsspielen", die veranstaltet wurden um Spenden zu sammeln. Diese fanden zwischen Frauen und Männerteams statt. 1944 wurde das erste Spiel zwischen zwei Frauenteams ausgetragen: Warri Ladies gegen Onitsha Ladies in Warri. Allerdings liegt die Vermutung nahe, dass es hier auch schon frühere Spiele gab, da es zu diesem Zeitpunkt schon mehrere Teams in Nigeria gab.

### Verbot NFA (1950–1971)
In Großbritannien war Frauenfußball schon deutlich länger verboten. Da die Frauenteams in Nigeria nicht unter Kontrolle der National Football Association (NFA) spielten, konnte diese das Spiel auch nicht einfach verbieten. Folglich verboten sie auf Druck der Briten das Spielen auf den Plätzen der NFA kontrollierten Plätze.

### Unabhängiger Neuanfang (1971–1989)
Mit dem Ende der Britischen Kolonialherrschaft 1960 kam nicht das Ende des Verbotes. Dennoch organisierten sich Frauen zu Teams und spielten. 1971 wird im "The Nigerian Observer" davon berichtet, dass sich sechs Frauenteams trafen um das Nigerian Council of Women Soccer (NCWS) zu gründen. 1978 gründete sich in Süd-Nigeria die Nigerian Female Football Organizing Association (NIFFOA).

### Organisation unter der NFA (1989–heute)
Die NFA ließ 1989 verkünden, dass sie ebenfalls den Frauenfußball in den Verband aufnehmen. Alle bisherigen Organisationen wurden nicht anerkannt. Anschließend wurde aus den bestehenden Clubs ein Nationalteam geformt, um sich auch an internationalen Wettkämpfen beteiligen zu können.